# Dampierre-et-Flée
Dampierre-et-Flée (auch: Dampierre-et-Fley) ist eine französische Gemeinde mit 136 Einwohnern (Stand: 1. Januar 2022) im Département Côte-d’Or in der Region Bourgogne-Franche-Comté (vor 2016 Bourgogne). Sie gehört zum Arrondissement Dijon und zum Kanton Saint-Apollinaire.

## Geographie
Dampierre-et-Flée liegt etwa 25 Kilometer nordöstlich von Dijon an der Vingeanne. 
Nachbargemeinden von Dampierre-et-Flée sind Fontenelle und Licey-sur-Vingeanne im Norden, Attricourt im Nordosten, Lœuilley im Osten und Südosten, Beaumont-sur-Vingeanne im Süden, Bèze im Südwesten und Westen sowie Bourberain im Westen und Nordwesten.

## Bevölkerungsentwicklung
| Jahr                       | 1962 | 1968 | 1975 | 1982 | 1990 | 1999 | 2006 | 2013 | 2019 |
| Einwohner                  | 113  | 107  | 85   | 94   | 110  | 102  | 108  | 147  | 131  |
| Quellen: Cassini und INSEE |      |      |      |      |      |      |      |      |      |

## Sehenswürdigkeiten
- Kirche Saint-Pierre, seit 1984 Monument historique

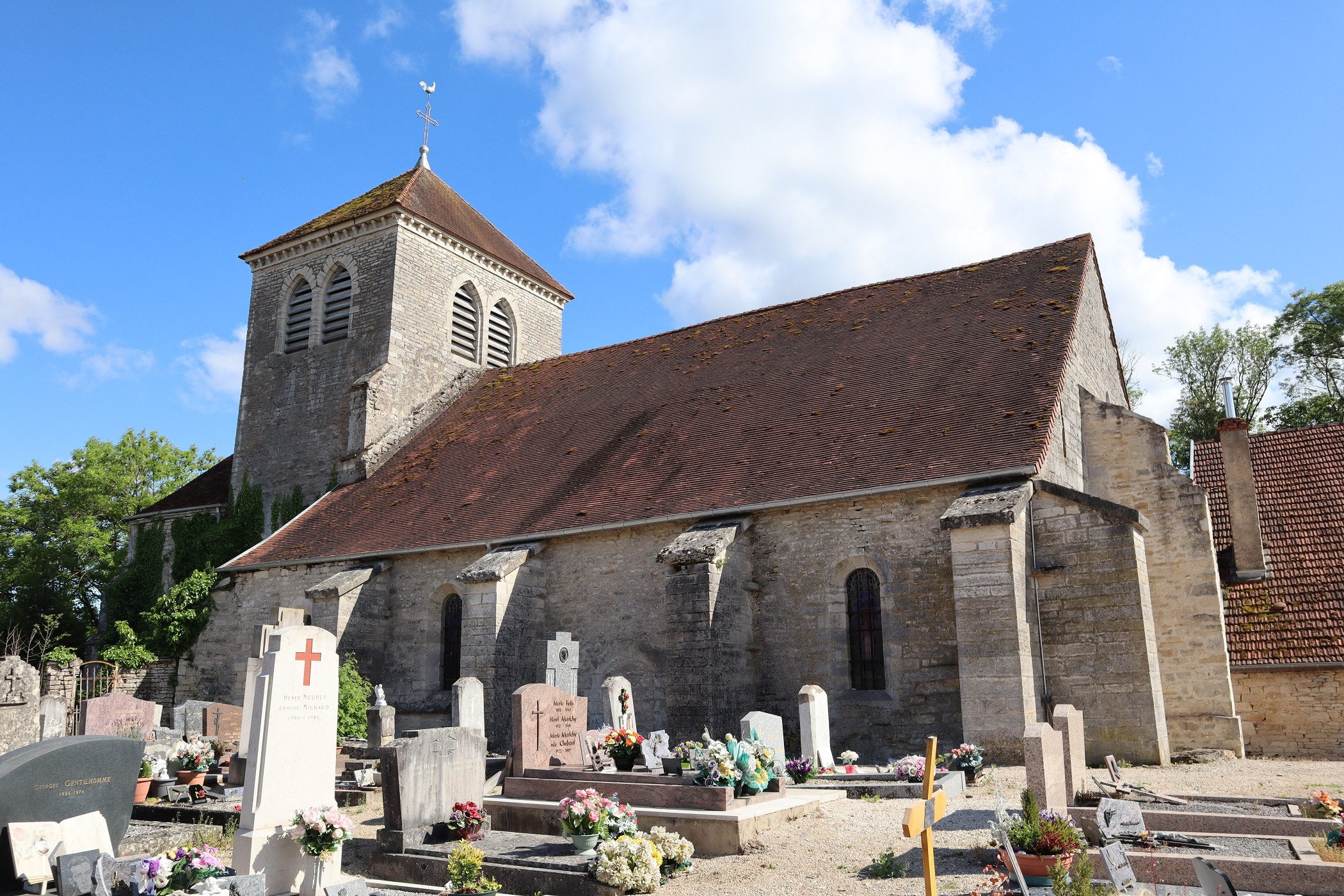
Kirche Saint-Pierre
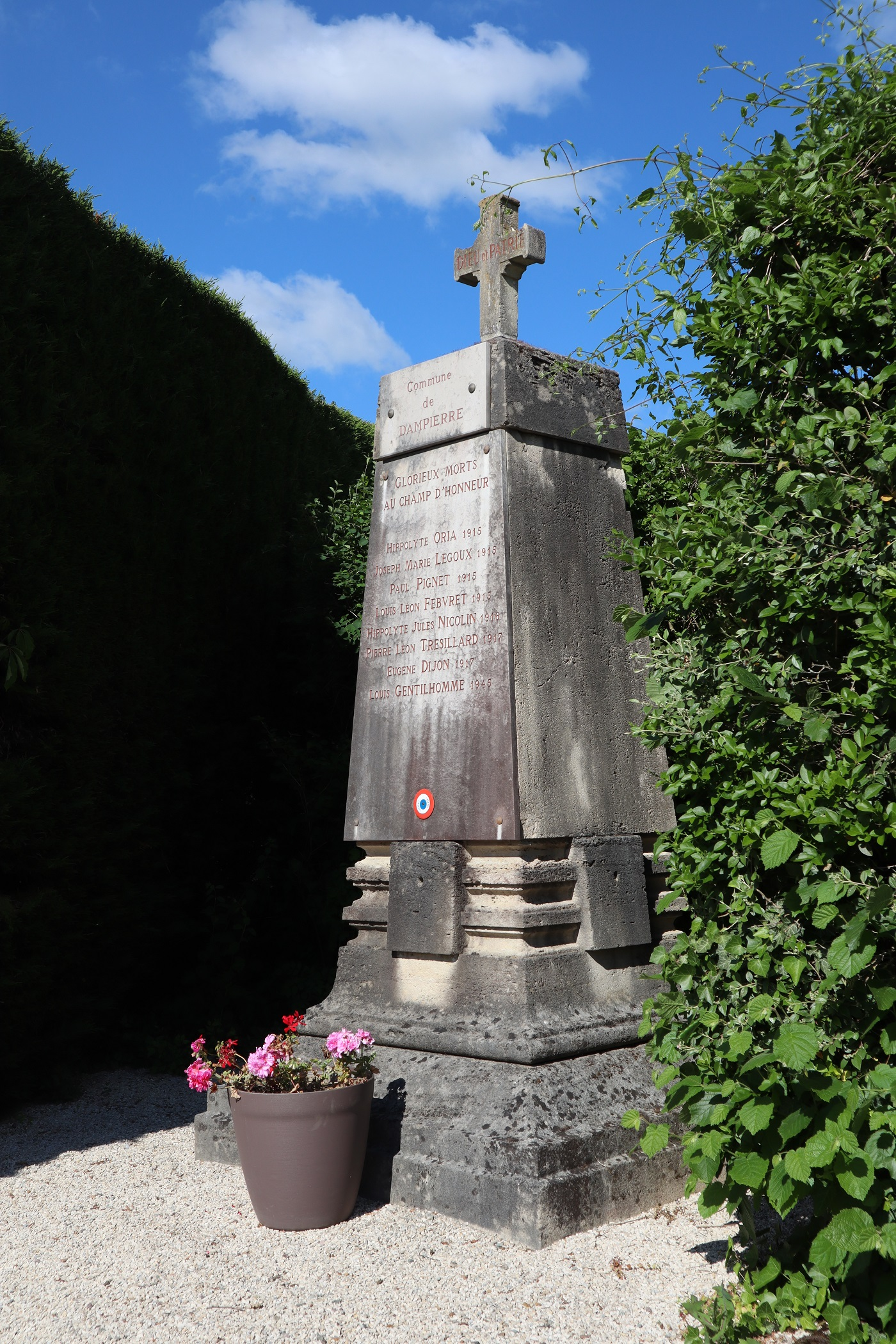
Gefallenendenkmal